# 마트라

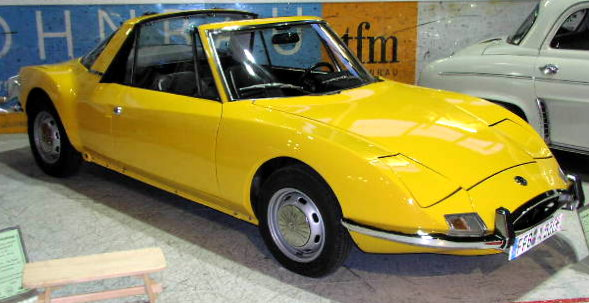
마트라 530

마트라(Matra, Mécanique Aviation Traction)는 주로 자동차, 자전거, 항공, 무기에 관련한 다양한 제품을 생산하는 하는 프랑스의 대기업이었다. 1994년, 라가르데르 그룹의 자회사가 되었으며 지금은 해당 이름으로 운영하고 있다.
마트라는 Floirat가의 소유였다. 마트라(Matra)라는 이름은 Automobiles René Bonnet을 인수함으로써 자동차 생산에 진입한 1960년대에 유명해졌다. 마트라 자동차는 성공적인 경주용 차량과 스포츠 차량을 생산하였다.

## 기술

### 생산 무기
- R.511
- R.530
- 슈퍼 530
- 마트라 R550 매직
- MICA
- R.422
- 미스트랄
- Martel
- ARMAT
- Otomat
- BLG 66 Belouga
- Durandal

## 자동차

### 스트리트 모델
- Matra Djet
- 마트라 530
- Matra Bagheera
- Matra Murena
- Matra Rancho
- 르노 에스파스
- Renault Avantime